# Xosé Luis Baltar Pumar
Xosé Luis Baltar Pumar (Esgos, 10 d'octubre de 1940) és un polític gallec. Mestre, va ser alcalde de Nogueira de Ramuín (1976-1987), president de la Diputació Provincial d'Ourense des de 1987 i senador (1993-2000). Va ser secretari general de Centristes de Galícia fins que aquest partit es va integrar en el Partit Popular, del que és president provincial.

## Corrupció política
Està imputat per un presumpte delicte de prevaricació continuada en la contractació il·legal d'un centenar de persones per part de la Diputació d'Ourense en 2010, just setmanes abans del congrés provincial del PP en què va guanyar la presidència el seu fill, Xosé Manuel Baltar Blanco. En l'actualitat aquest cas es troba en fase d'instrucció per part del jutge Leonardo Álvarez, titular del jutjat d'instrucció número 1 d'Ourense.
El 28 de desembre de 2012, la Fiscalia presenta una querella contra Xosé Luis Baltar Pumar, on l'imputa el presumpte delicte de prevaricació continuada en la contractació il·legal de 104 persones a la Diputació d'Ourense en l'any 2010.
El 7 de gener de 2013, el jutge Leonardo Álvarez, titular del jutjat d'instrucció número 1 d'Ourense, admet a tràmit la denúncia i el cita a declarar en qualitat d'imputat a finals de gener.
El 10 de gener de 2013, Xosé Luis Baltar Pumar sol·licita la seua suspensió temporal de militància del PP.